# Thales Spy Arrow
Spy Arrow  — сверхмалый разведывательный беспилотный летательный аппарат. Предназначен для наблюдения, целеуказания, корректировки огня, оценки ущерба. Разработан и производится корпорацией Thales. Был представлен на выставке Eurosatory-2008.

## ТТХ
- Полезная нагрузка: камера фронтального обзора (100-200 г)
- Максимальная продолжительность полета: 30 мин.
- Радиус действия: 2-3 км.

В качестве наземного пункта управления может использоваться ноутбук со специальным программным обеспечением.

## Варианты и модификации
- LW (лёгкий) - взлетная масса составляет 500 г;
- HC (усиленный) - взлетная масса составляет 1200 г.